# يان كيرنز (ممثل)
يان كيرنز (بالإنجليزية: Ian Cairns)‏ هو ممثل بريطاني، ولد في 5 فبراير 1963 في دندي في المملكة المتحدة.

## وصلات خارجية
- يان كيرنز على موقع IMDb (الإنجليزية)
- يان كيرنز على موقع قاعدة بيانات الفيلم (الإنجليزية)